# George Clark (3e baronnet)
George Anthony Clark, 3e baronnet, (24 janvier 1914 - 20 février 1991) est un homme politique orangiste et unioniste d'Irlande du Nord.

## Biographie
Fils de George Clark, 2e baronnet, de Dunlambert, Clark étudie à la Canford School avant de devenir agriculteur et directeur d'entreprise. Aux élections générales de 1938 en Irlande du Nord, il est élu pour le parti unioniste d'Ulster à Belfast Dock, bien qu'il perde son siège aux élections générales de 1945. Pendant la Seconde Guerre mondiale, il sert comme capitaine dans le Black Watch, et en 1951, il devient 3e baronnet.
Clark est élu au Sénat d'Irlande du Nord en 1951, servant jusqu'en 1969 et en est vice-président de 1957 à 1959. En 1954, il est nommé haut shérif d'Antrim. En 1957, il devient Grand Maître de l'Ordre d'Orange, occupant le poste pendant dix ans. De 1958 à 1961, il est le président du Grand Conseil impérial d'Orange. Il est également lieutenant adjoint de la ville de Belfast en 1961 et président du comité permanent du Parti unioniste d'Ulster de 1967 à 1972. De 1980 à 1990, il est président de l'Ulster Unionist Council, puis en devient le patron jusqu'à sa mort l'année suivante.
Il épouse Nancy Catherine Clark (1927-2016), son nom de jeune fille étant également Clark, d'Upperlands, comté de Londonderry. Ils ont une fille, Elizabeth (Reid). Il est remplacé comme baronnet par son frère, Colin Clark, 4e baronnet.